# 寶礦力水特
寶礦力水得（日語：ポカリスエット），簡稱寶礦力（ポカリ），是日本大塚製藥株式會社於1980年研發的一種運動飲料。
寶礦力水得味道近似稀釋的葡萄柚汁，但成分與人體體液相近，能迅速補充人體的水份和電解質，常用於運動後補充隨汗水流失的水份和電解質。
除了原產地日本外，在中国大陆、香港、台灣、南韓、泰國、印尼及阿拉伯聯合酋長國均有代理發售。
寶礦力水得於1980年代由味王以「寶礦力」為名引進台灣，1990年代金車大塚接下台灣總代理權並以「寶礦力水得」為名繼續銷售至今。2013年4月，大塚製藥推出低卡路里版的寶礦力電解水，並命名為「ION WATER」，向全球市場發售。
不少日本女藝人都曾經為寶礦力水得拍攝廣告，當中也有部分成為話題之作。歷代品牌代言人包括一色紗英、後藤理沙、中山亞微梨、宮澤理惠、鈴木杏、綾瀨遙、川口春奈和深田恭子等等，許多女星也將拍攝寶礦力水得廣告視為事業的其中一個重要階段。
在中国大陆，寶礦力水得于江门市新会区（与广东慎昌贸易有限公司合资）和天津经济技术开发区设厂，分别供应南方和北方市场。

## 產品種類
日本國內
- 寶特瓶寶礦力水得：200mL、500mL、900mL、1.5L、2L
- 罐裝寶礦力水得：245mL、300mL、340mL、480mL
- 桶裝寶礦力水得：15L
- 粉劑裝寶礦力水得：1L用、10L用
- 擠壓式水瓶（英语：Squeeze bottle）裝寶礦力水得
- 寶特瓶「ION WATER」寶礦力水得：200mL、500mL、900mL

## 歷年廣告歌曲
日本地區
- 1981年：まぎれなく恋（レモン・トリー）
- 1983年：まぎれなく恋（Cherish（日语：チェリッシュ (歌手グループ)））
- 1985年：DEJA-VU（杏里）
- 1986年：硝子のレプリカント（早瀨優香子）
- 1986年：センド・イット・トウー・ミー（ブレット・レイモンド）
- 1987年：きまぐれSummer Wind（BOUND）
- 1987年：アイ・フィール ユア・ラブ（BEN E KING）
- 1989年：CO-COLO上天気（Mich Bronsnan）
- 1990年：君が降りてきた夏（MOJO CLUB）
- 1991年：Shiny Day（川島だりあ）
- 1992年：いつまでも変わらぬ愛を（織田哲郎）
- 1993年：搖擺的想念（ZARD）
- 1994年：瞳そらさないで（DEEN）
- 1995年：突然（FIELD OF VIEW）
- 1995年：200倍の夢（Letit go）
- 1996年：心を開いて（ZARD）
- 1997年：エスケープ（Dr.StrangeLove）
- 1998年：彷徨的蒼藍子彈（B'z）
- 1998年：夏の魔法（PEPPERLAND ORANGE）
- 1999年：GOING TO THE MOON（TRICERATOPS）
- 1999年：Sunny Day Sunday（センチメンタル・バス）
- 2000年：Brand New Wave Upper Ground（JUDY AND MARY）
- 2000年：ミュージック・アワー（色情塗鴉）
- 2000年：サウダージ（色情塗鴉）
- 2001年：あたしをみつけて（JUDY AND MARY）
- 2001年：スカート（CHARA）
- 2001年：Free World（LOVE PSYCHEDELICO）
- 2001年：travellin' man（玲葉奈）
- 2002年：SONS OF THE SUN（麻波25）
- 2002年：Jewel Song（BoA）
- 2003年：それがすべてさ（福山雅治）
- 2004年：RED×BLUE（福山雅治）
- 2005年：未来（Mr.Children）
- 2006年：ハネウマライダー（色情塗鴉）
- 2007年：SMAP No.5（SMAP）
- 2009年：一粒大の涙はきっと / だから一歩前へ踏み出して（Hi-Fi CAMP）
- 2010年：生きてゆくのです♡（DREAMS COME TRUE）
- 2010年：ネルマレ ~After long tomorrow~（toe feat. Maia Hirasawa）
- 2012年：Can't Take My Eyes Off You（Boys Town Gang）
- 2012年：GANRYU（MIYAVI vs HIFANA（日语：Hifana））
- 2012年：Walk with Dreams（Dragon Ash）
- 2015年：Don't Worry Be Happy（齊藤和義）
- 2015年：We Will Rock You（皇后樂隊）
- 2015年：SISTER（back number）

台灣地區
- 1991年：我和我追逐的夢（劉德華）
- 1994年：My Summer Dream（吳奇隆）
- 1996年：健康歌（英语：The Purple People Eater）（范曉萱）當時廣告由台灣原創，范曉萱和苦苓共同演出

韓國地區
- Blue Breeze Blow （2nd Moon（朝鲜语：두번째 달））

中国大陆地区
- GNZ48（已于2019年7月停止合作）[3]

香港地區
- 2022年：Gotta Go!（COLLAR）（香港首支粵語廣告歌曲）

## 香港大塚製藥其他產品
- FIBE-MINI - 纖維性飲料
- SOYJOY大豆果滋棒 - 大豆健康食品
- SINVINO - 非酒精飲品
- 娥羅納英H軟膏
- 賢者之食卓
- UL.OS

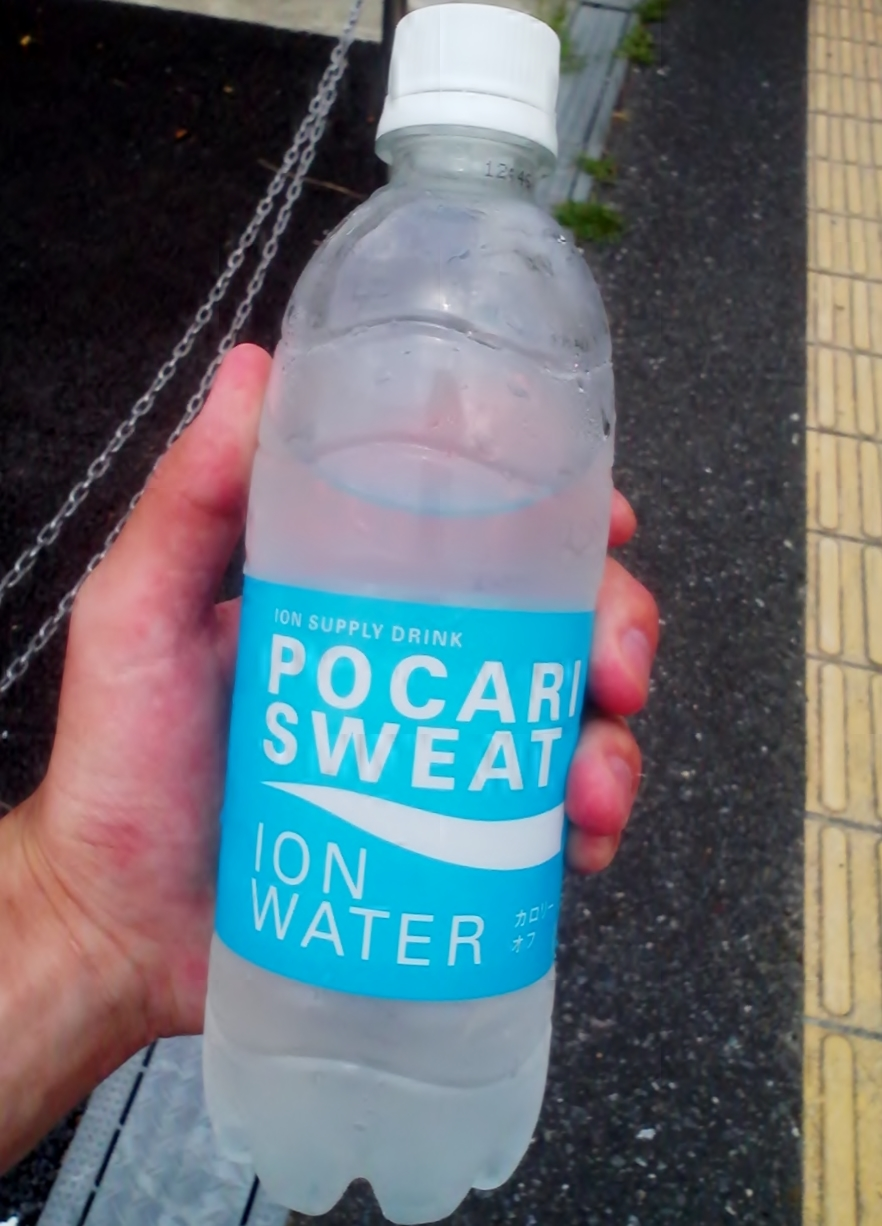
「ION WATER」低卡路里版寶礦力水特
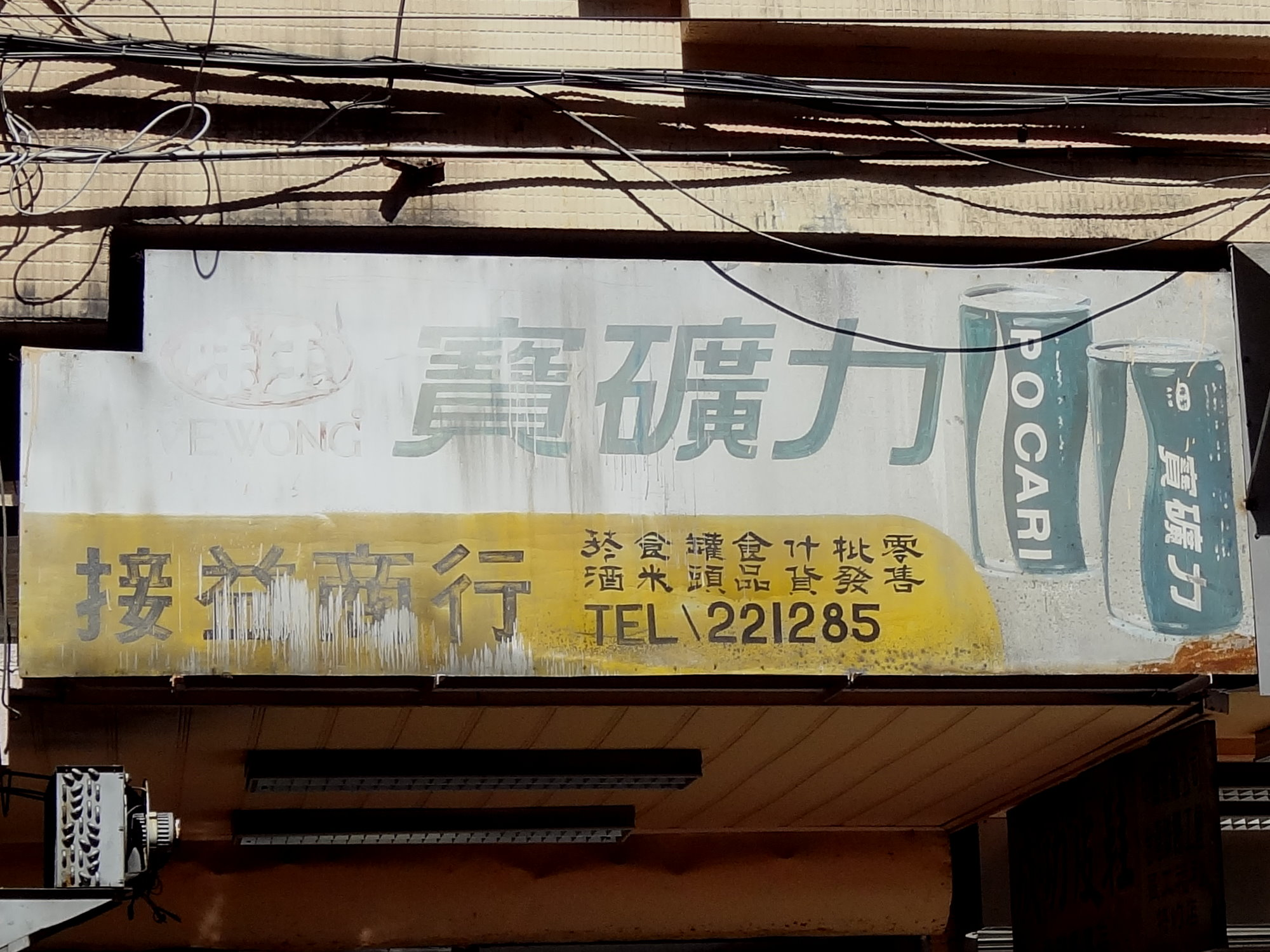
寶礦力水得（當時名為寶礦力）第一代台灣總代理味王經銷店的手繪招牌
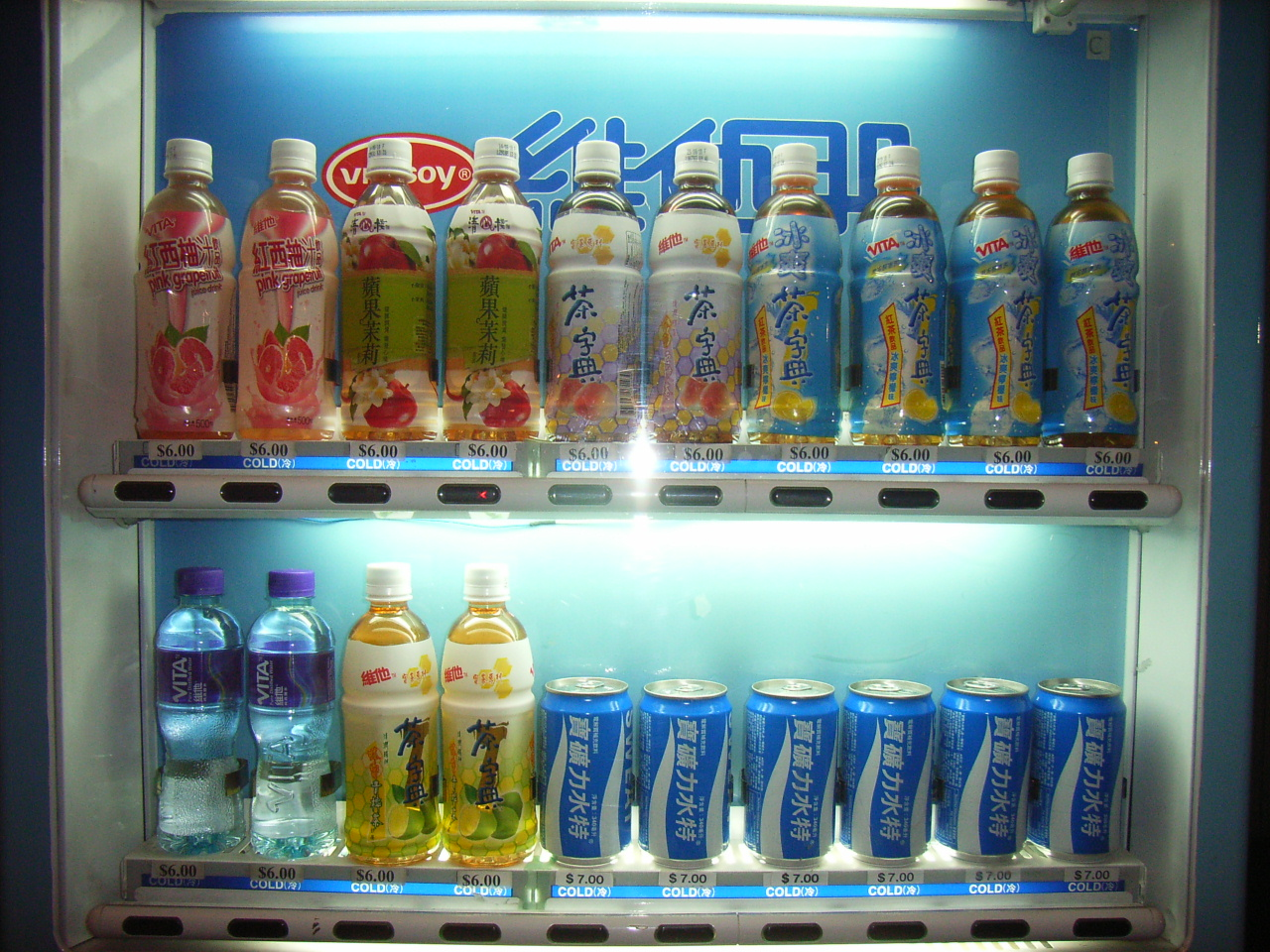
香港一個售賣罐裝寶礦力水特的自動販賣機
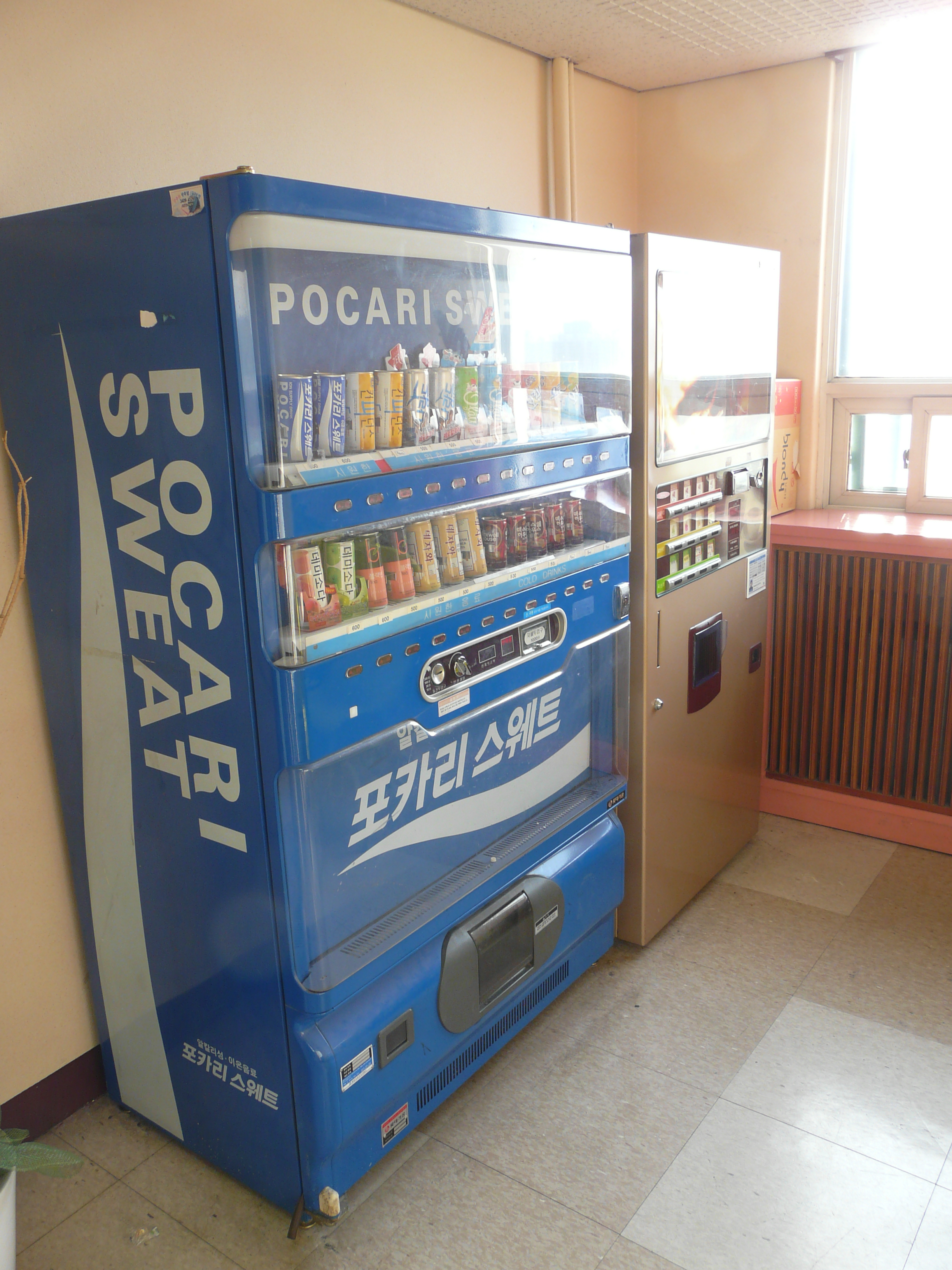
南韓漢陽大學的一個自動販賣機
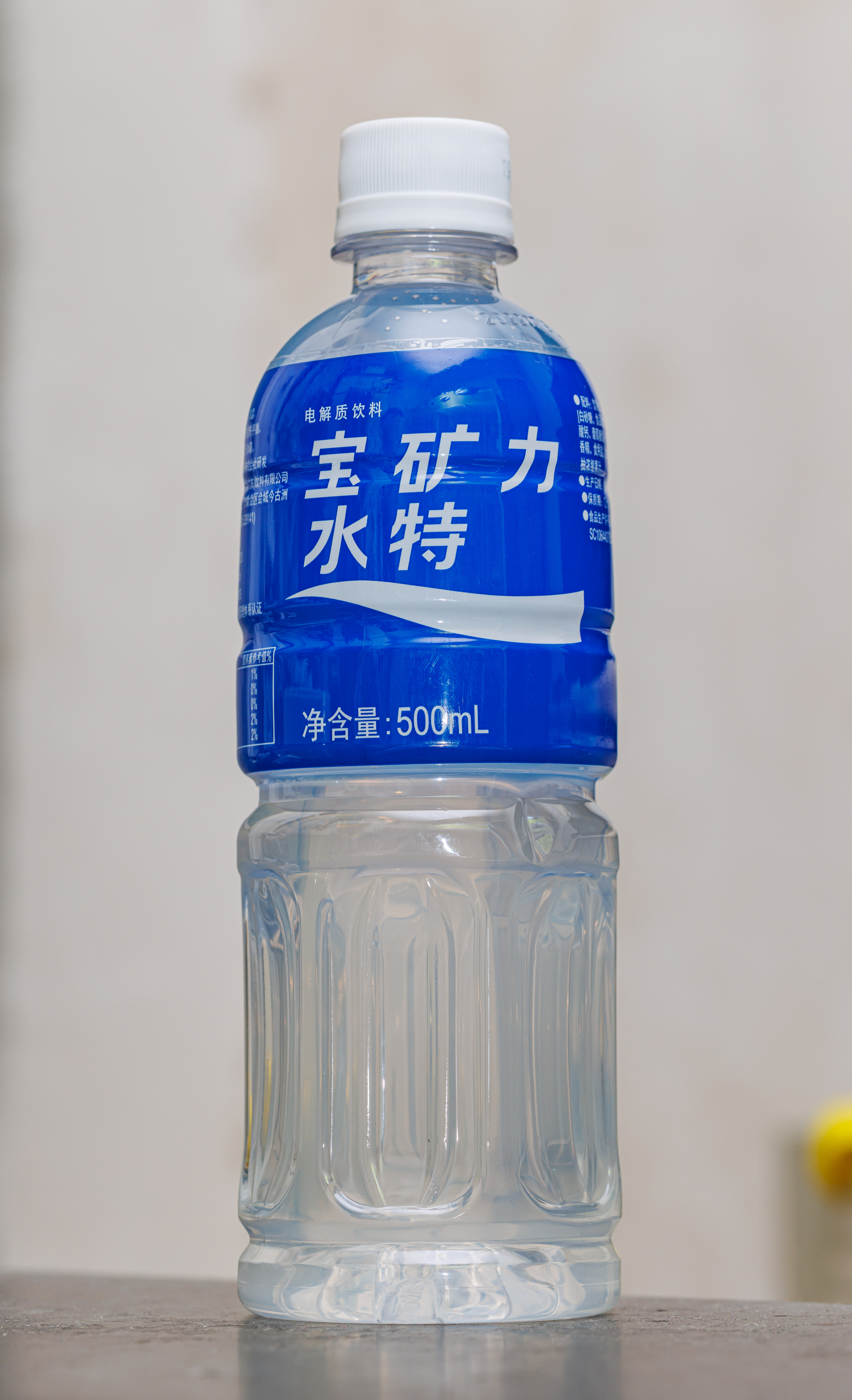
中國版寶特瓶裝寶礦力水得（500ml装）
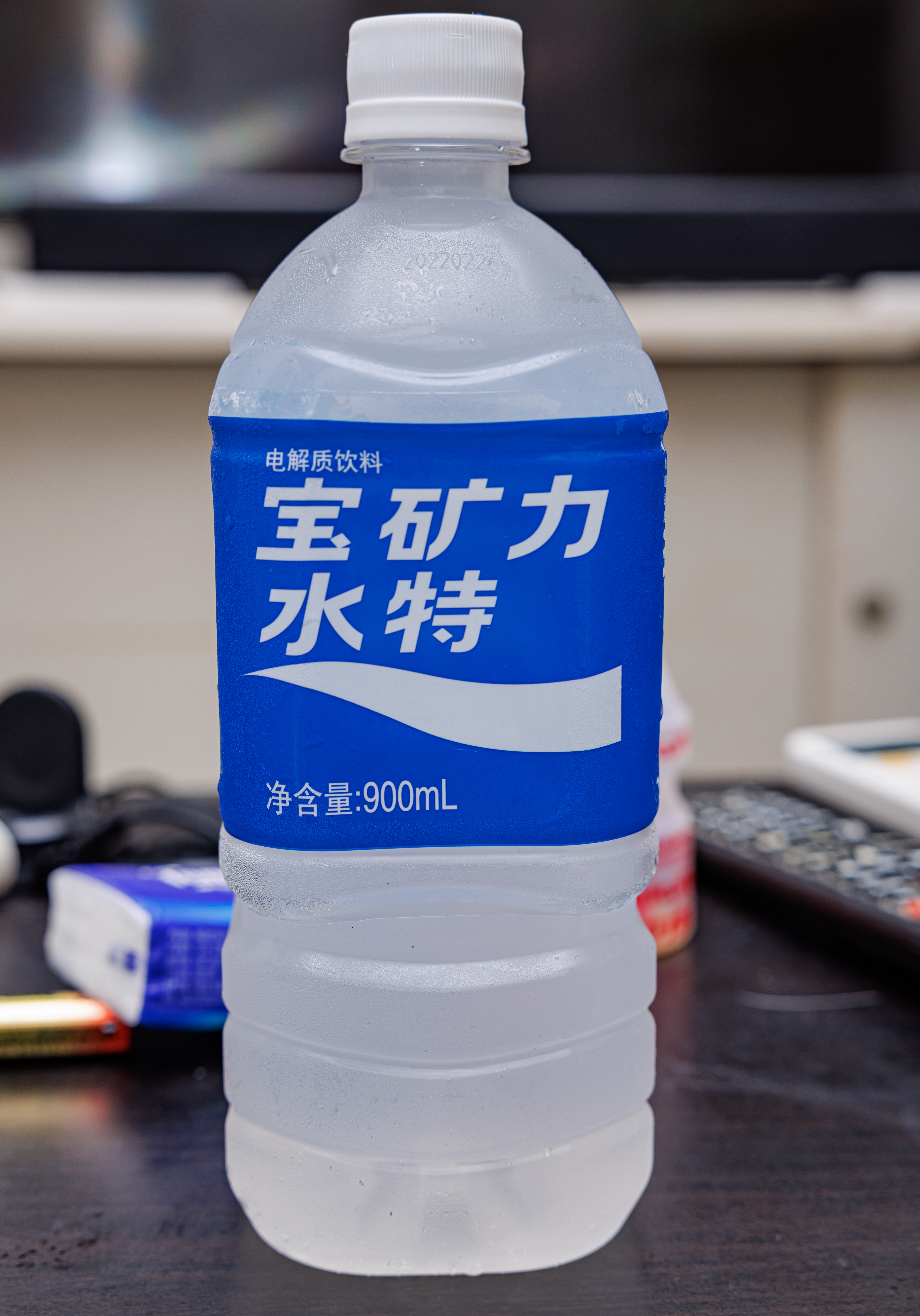
中國版寶特瓶裝寶礦力水得（900ml装）
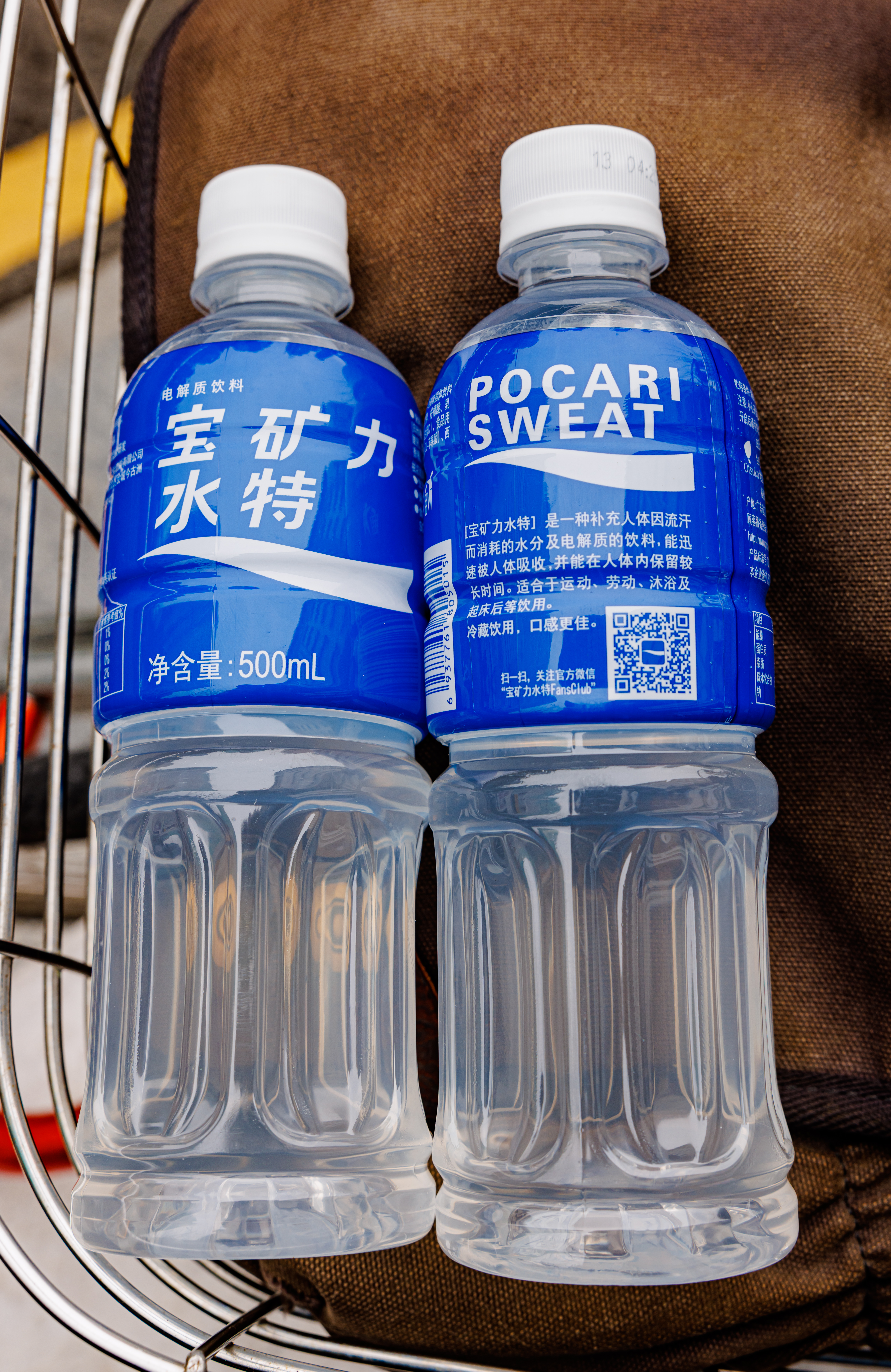
中國版寶特瓶裝寶礦力水得正面和背面（500ml装）

## 事件
2019年7月，香港TVB报道《逃犯条例》修订引发的争议时，被部分香港网民认为报道倾向警方，故有人号召抵制在TVB投放广告的商家。10日，有网友晒出大冢制药香港分公司的Facebook私信截图，对方表示将撤出在TVB投放的广告，随即有众多香港网民抢购以示支持，部分商店卖到断货，更有香港网民称宝矿力水特将成为“抗争专用饮料”。消息传到中国大陆后，被认为是“支持香港独立”，引发內地网民的不满和抵制，部分人要求寶礦力「滾出中國」。前香港特別行政區行政長官梁振英呼籲全國消费者抵制寶礦力。廣州偶像團體GNZ48終止與寶礦力的合作關係。但宝矿力水特在中國大陸超市並無下架。
TVB方面向《环球时报》表示，宝矿力水特撤回广告等于“向暴力低头”。大塚制药总部则称香港分公司撤回在TVB投放的广告纯属分公司自行决定，并非日方指令，也不是政治判断；对中国网民的抵制无立场评论。香港大塚制药7月10日晚间在Facebook发布声明称“我们为7月9日作出的回复所造成的不便表示诚挚歉意”，但仍继续执行撤回广告的决定；同时中国宝矿力水特公司也发表声明与港方切割，稱中國與香港宝矿力水特公司為「兩個完全獨立的經營主體」，並「堅決擁護一國兩制和香港繁榮穩定」。7月21日，香港大塚制药再發聲明，表示對7月9日的回應引起的誤解致歉，強調作為一家在香港經營多年的公司，支持和擁護一國兩制及《基本法》，並竭盡所能為世界人民健康作貢獻。

## 合作
2019年7月7日，与《工作细胞》以Web动画形式合作推出“第11.5话 中暑～如果有寶礦力水特～”。

## 外部連結
- 大塚製藥 - 日本寶礦力水特主頁 （页面存档备份，存于） （日語）
- 日本寶礦力水特主頁 （页面存档备份，存于） （日語）
- 中国大陆宝矿力水特官网 （简体中文）
- 香港寶礦力水特主頁 （页面存档备份，存于） （繁體中文）
  - YouTube上的香港寶礦力水特頻道 （繁體中文）
  - 香港寶礦力水特的Facebook專頁 （繁體中文）
- 臺灣寶礦力水得主頁 （页面存档备份，存于） （繁體中文）
  - 臺灣寶礦力水得的Facebook專頁 （繁體中文）
  - 臺灣寶礦力水得的Instagram帳戶